# Зоряне скупчення

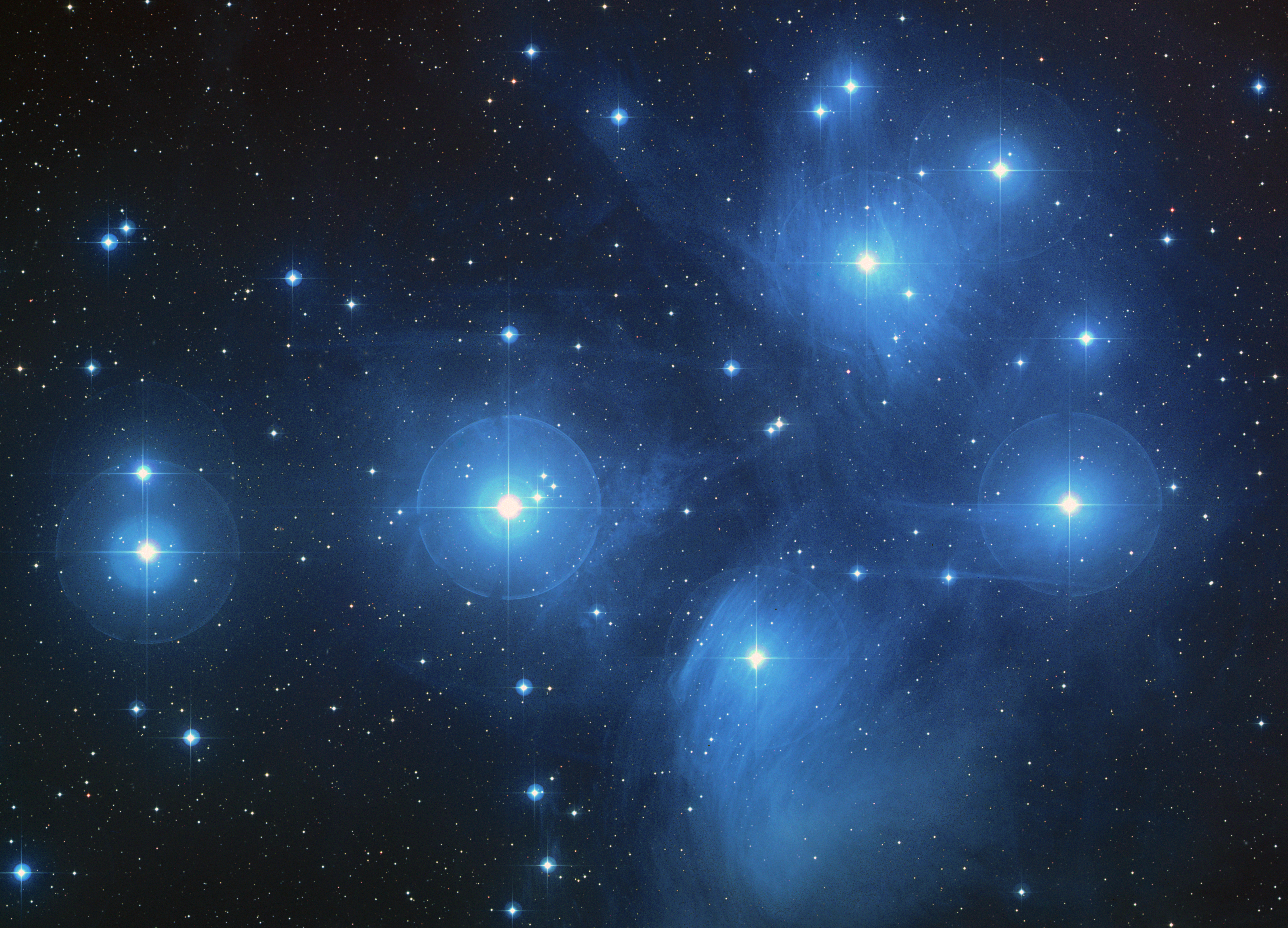
Розсіяне скупчення Плеяди

Зо́ряне ску́пчення — гравітаційно пов'язана група зір, що має спільне походження й рухається в гравітаційному полі галактики як єдине ціле. Виділяють два основні типи зоряних скупчень — кулясті й розсіяні:
- Кулясті скупчення мають симетричну сферичну форму, належать до зоряного населення II, містять від десяти тисяч до мільйонів зір, вік близький до віку Всесвіту і розподілені приблизно сферично симетрично навколо центру Галактики.
- Розсіяні скупчення мають асиметричні форми, належать до зоряного населення I, містять всього кілька сотень зір, зазвичай мають вік до кількох десятків мільйонів років і сконцентровані у площині Галактики.

Хоч розсіяні скупчення і пов'язані власною гравітацією, вони можуть за кілька мільйонів років руйнуватись під впливом гравітаційних збурень і близьких прольотів зір одна повз одну. Після розпаду розсіяного скупчення залишається група гравітаційно непов'язаних зір, які ще деякий час залишаються поруч і рухаються приблизно в одному напрямку. Такі групи зір, поєднаних спільним походженням, але не спільним гравітаційним полем, називають зоряними асоціаціями або рухомими групами. Кулясті скупчення теж з часом випаровуються, але через більші маси їхній час життя становить багато мільярдів років.

## Кулясті зоряні скупчення

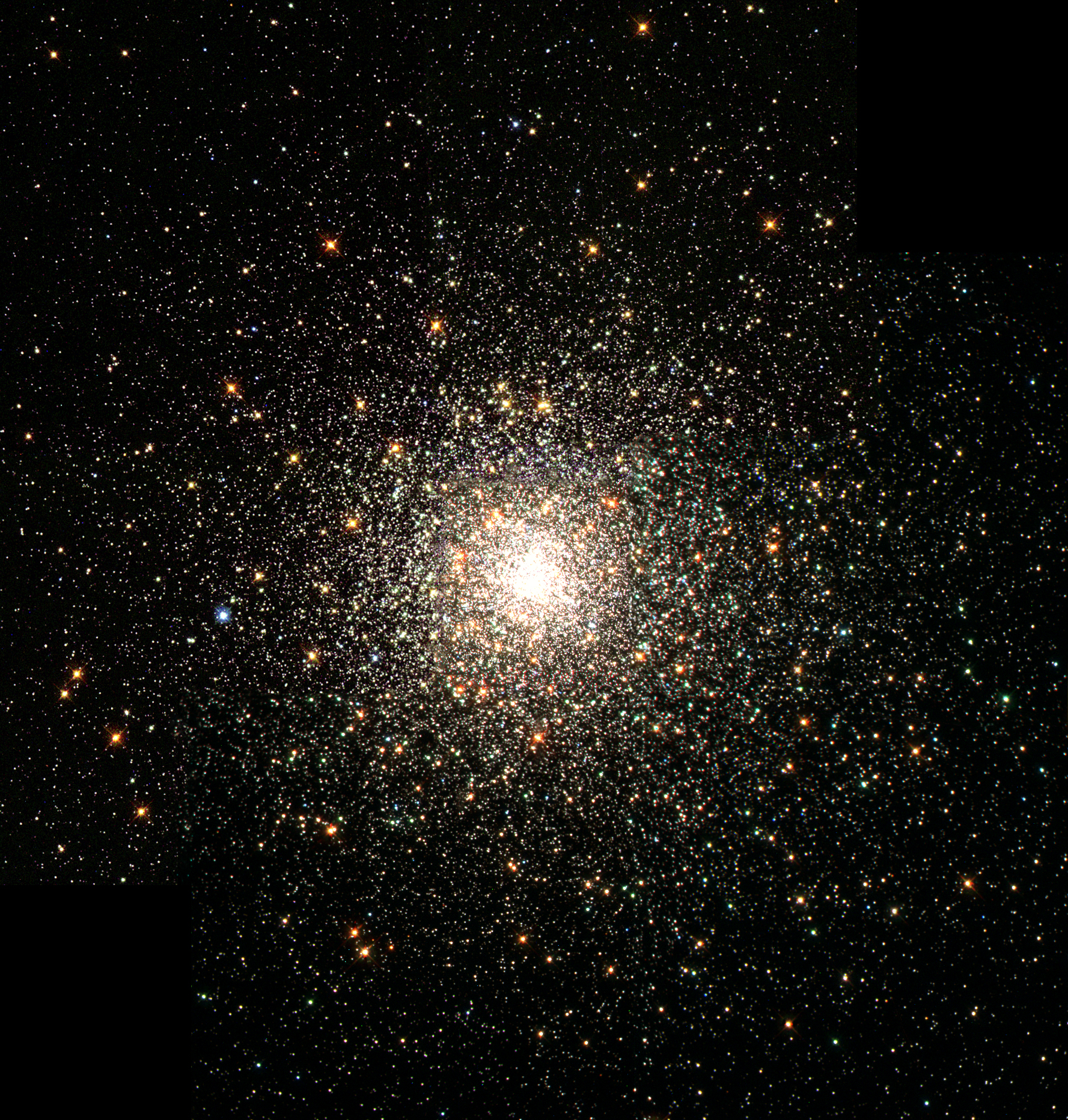
Кулясте скупчення M80

Кулясті скупчення — це приблизно сферичні системи, що мають розмір від 10 до 30 світлових років і містять від 10 тисяч до кількох мільйонів зір. Зазвичай вони лише на кілька сотень мільйонів років молодші за сам Всесвіт і складаються з дуже старого зоряного населення II – переважно жовтих та червоних зір з масою менше двох мас Сонця, бо гарячіші й масивніші зорі вже давно встигли завершити свою еволюцію. Винятком є невелика кількість блакитних зір, утворилися внаслідок злиття зір менших мас і відомих як блакитні приблуди.
У галактиці Чумацький Шлях кулясті скупчення розподілені приблизно сферично в галактичному гало навколо Центру Галактики, обертаючись навколо центру сильно витягнутими еліптичними орбітами. До середини 1990-х років кулясті скупчення були джерелом важливої проблеми в астрономії, бо теорії еволюції зір вказували, що зоряні популяції кулястих скупчень мають вік, більший за вік Всесвіту. Подальші уточнення відстаней до кулястих скупчень і покращення вимірювання сталої Габбла усунули протиріччя.
У нашій Галактиці близько 150 кулястих скупчень. Деякі з них можуть були захопленими ядрами малих галактик, які втратили свої периферійні зорі через припливні сили Чумацького Шляху (наприклад, кулясте скупчення M79). Деякі галактики набагато багатші кулястими скупченнями, - так у гігантській еліптичній галактиці M87 їх більше тисячі.
Кілька найяскравіших кулястих скупчень видно неозброєним оком. Найяскравіше, Омега Центавра, спостерігалося в давнину й у дотелескопічну епоху було занесено до каталогів як зоря. Найяскравішим кулястим скупченням у північній півкулі є M13 у сузір'ї Геркулеса.

## Розсіяні зоряні скупчення

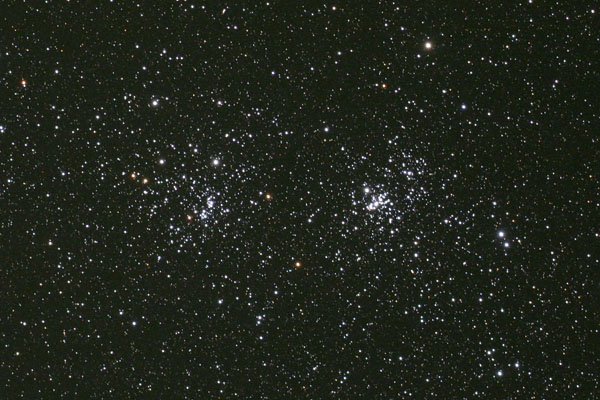
Подвійне розсіяне скупчення h + χ Персея

Розсіяні скупчення дуже відрізняються від кулястих. Вони сконцентровані в галактичній площині й майже завжди знаходяться в межах спіральних рукавів, натомість як кулясті скупчення розподілені майже симетрично навколо центру Галактики. Як правило, розсіяні скупчення молоді, з віком до кількох десятків мільйонів років, за кількома рідкісними винятками віком до кількох мільярдів років, як-то Мессьє 67 (найближче та найбільш досліджене старе розсіяне скупчення) Розсіяні скупчення часто пов'язані з зонами H II, такими як туманність Оріона.
Розсіяні скупчення зазвичай налічують кілька сотень зір і мають розмір до 30 світлових років. Через меншу масу, вони набагато слабше гравітаційно пов’язані, ніж кулясті скупчення, і з часом вони розпадаються під дією гравітації гігантських молекулярних хмар та інших скупчень. Близькі зустрічі між членами скупчення також можуть досить швидко призводити до викидання зір, - процесу, відомого як «випаровування» скупчення. У розсіяних скупченнях часто переважають гарячі молоді блакитні зорі: хоч такі зорі живуть відносно недовго, лише кілька десятків мільйонів років, розсіяні скупчення зазвичай розсіюються ще до того, як ці зорі загинуть.
Відомими розсіяними скупченнями є Плеяди та Гіади в Тельці, подвійне скупчення h + χ Персея.